# Sakleshpur
Sakleshpur là một thị xã của quận Hassan thuộc bang Karnataka, Ấn Độ.

## Địa lý
Sakleshpur có vị trí 12°58′B 75°47′Đ / 12,97°B 75,78°Đ Nó có độ cao trung bình là 949 mét (3113 feet).

## Nhân khẩu
Theo điều tra dân số năm 2001 của Ấn Độ, Sakleshpur có dân số 23.201 người. Phái nam chiếm 51% tổng số dân và phái nữ chiếm 49%. Sakleshpur có tỷ lệ 74% biết đọc biết viết, cao hơn tỷ lệ trung bình toàn quốc là 59,5%: tỷ lệ cho phái nam là 78%, và tỷ lệ cho phái nữ là 69%. Tại Sakleshpur, 12% dân số nhỏ hơn 6 tuổi.